# Polk County, Georgia
Polk County är ett administrativt område i delstaten Georgia, USA, med 41 475 invånare. Den administrativa huvudorten (county seat) är Cedartown.

## Geografi
Enligt United States Census Bureau har countyt en total area på 808 km². 805 km² av den arean är land och 3 km² är vatten.

### Angränsande countyn
- Floyd County, Georgia - nord
- Bartow County, Georgia - nordost
- Paulding County, Georgia - öst
- Haralson County, Georgia - syd
- Cleburne County, Alabama - sydväst
- Cherokee County, Alabama - väst